# Todos estos cables rojos
Todos estos cables rojos es el segundo disco de La Hermana Menor, grabado y mezclado a lo largo del 2006 y parte del 2007. Fue en su mayor parte grabado en vivo en el estudio y el tema de difusión fue "Batería de Jesús" en una versión reducida que editaba la coda final.
La foto interior es de Pedro Luque, guitarrista de Santa Cruz, y la de portada de Camila González (modelo también de la misma), cantante de Guachass.
El disco ganó los Premios Graffiti a Mejor disco de rock y Mejor disco del año.

## Lista de canciones
| N.º | Título                                 | Escritor(es)                                              | Duración |  |
| 1.  | «Inútil»                               | Dematteis                                                 | 3:27     |  |
| 2.  | «Ray Ban blues»                        | Sacco, Dematteis                                          | 4:32     |  |
| 3.  | «La casa de Margarita»                 | Dematteis                                                 | 4:06     |  |
| 4.  | «Humedad»                              | Sacco, Dematteis                                          | 2:21     |  |
| 5.  | «Punks en tránsito»                    | Krisman, Di Gregorio, Dematteis                           | 2:16     |  |
| 6.  | «Cirugía fantasma et swingers delight» | Sacco, Dematteis                                          | 5:26     |  |
| 7.  | «Julia dice (desde acá todavía se ve)» | Sacco, Dematteis, Di Gregorio, Figueredo, Alfaro, Krisman | 3:32     |  |
| 8.  | «Dragón mata Sirena»                   | Sacco, Dematteis, Di Gregorio, Figueredo, Alfaro, Krisman | 9:59     |  |
| 9.  | «Memorial en el cerro»                 | Dematteis, Sacco                                          | 3:35     |  |
| 10. | «Playa Santería»                       | Sacco, Dematteis                                          | 3:44     |  |
| 11. | «En honor a Lito Ming»                 | Sacco, Dematteis                                          | 1:35     |  |
| 12. | «Batería de Jesús»                     | Dematteis                                                 | 5:46     |  |
| 13. | «1968»                                 | Sacco, Dematteis, Di Gregorio, Figueredo, Alfaro, Krisman | 4:30     |  |
| 14. | «Django Reinhardt 666»                 | Benavidez, Paciuk,Di Gregorio, Sacco, Dematteis           | 3:01     |  |
| 15. | «Bandera azul»                         | Dematteis, Sacco, Alfaro                                  | 6:49     |  |
| 16. | «Escala en Ezeiza»                     | Dematteis                                                 | 3:48     |  |

## Músicos
- Tüssi Dematteis (voz, guitarra acústica)
- Juan Sacco (guitarra, teclado)
- Mauricio Figueredo (teclados, voces)
- Ivan Krisman (bajo, guitarra, bandoneón)
- Marcelo Alfaro (guitarra, voz)
- Franco Di Gregorio (batería, percusión, guitarra)

## Datos técnicos
- Grabado y mezclado en el estudio La Martinica(Montevideo), entre marzo de 2006 y abril de 2007.
- Mezclado por Carlos Casacuberta y masterizado por Julio Berta.
- Producido por LHM.
- Ingeniero de sonido: Mauricio Figueredo.
- Editado por el Sello Bizarro Records en julio de 2007.

## Reseñas
- Global-art
- Montevideo.com
- Freeway Magazine
- 45 RPM